# Vexo
Vexo ist eine 2022 gegründete Funeral-Doom-Band.

## Geschichte
Vexo ist eines diverser Projekte des Musikers „Fornost“ aus Nicaragua. Der in der Hauptstadt Managua lebende Musiker initiierte Vexo im Jahr 2022 und veröffentlichte Gale of Plagues im darauf folgenden Jahr als Musikdownload. Im April 2024 veröffentlichte das Label Silent Time Noise Gale of Plagues als CD. Grey Sun Records veröffentlichte hingegen eine MC-Version. Im gleichen Monat erschien die mit der indonesischen Extreme-Metal-Band Vurilanda gestaltete Split-EP Funeral Psalms of Forgotten Despair als Download im Selbstverlag der Bands und als MC über Anonim Noise Recordings. Eine internationale Wahrnehmung der Veröffentlichungen blieb aus.

## Stil
Silent Time Noise und Anonim Noise Recordings bezeichnen den von Vexo gespielten Stil als Blackened Funeral Doom. „Fornost“ selbst beschreibt die Musik als Funeral Doom der unter dem Einfluss des Black Metals gespielt wird. Als strafend Heavy und hasserfüllt mit einigen Elementen des Black Metal wird der Funeral Doom von Vexo für das Label Grey Sun beschrieben.

## Diskografie
- 2023: Gale of Plagues (Album, CD: Silent Time Noise, MC: Grey Sun Records)
- 2024: Funeral Psalms of Forgotten Despair (Split-EP mit Vurilanda, Anonim Noise Recordings)